# Scotts Peak
Scotts Peak är en bergstopp i Australien. Den ligger i kommunen Derwent Valley och delstaten Tasmanien, i den sydöstra delen av landet, omkring 89 kilometer väster om delstatshuvudstaden Hobart. Toppen på Scotts Peak är 335 meter över havet, eller 23 meter över den omgivande terrängen. Bredden vid basen är 0,22 km.
Trakten runt Scotts Peak är nära nog obefolkad, med mindre än två invånare per kvadratkilometer.. Det finns inga samhällen i närheten. 
I omgivningarna runt Scotts Peak växer i huvudsak städsegrön lövskog. Genomsnittlig årsnederbörd är 1 932 millimeter. Den regnigaste månaden är juli, med i genomsnitt 232 mm nederbörd, och den torraste är februari, med 84 mm nederbörd.